# سمير بدر
سمير بدر (بالإنجليزية: Samir Badr)‏ (2 أبريل 1992 بفيرفاكس في الولايات المتحدة - ) هو لاعب كرة قدم أمريكي في مركز حراسة المرمى. شارك مع منتخب الولايات المتحدة لكرة القدم. أما مع النوادي، فقد لعب مع فيلادلفيا يونيون ونادي بورتو ونادي حرس الحدود واوكلاهوما سيتي أنرجي ونادي كولورادو سبرينغس.

## وصلات خارجية
- سمير بدر على موقع قاعدة بيانات كرة القدم.إي يو (الإنجليزية)